# Pelayo Sánchez
Pelayo Sánchez (n. 27 martie 2000, Teyego⁠(d), Asturia, Spania) este un ciclist profesionist spaniol, care concurează în prezent pentru Movistar Team, echipă licențiată UCI WorldTeam.
A devenit profesionist în 2021 la Burgos BH, unde a fost numit în echipa lor pentru Turul Spaniei 2021. În 2024, s-a alăturat echipei Movistar Team cu un contract pe doi ani, câștigând prima sa cursă cu echipa la Trofeo Pollença-Port d'Andratx la sfârșitul lunii ianuarie. În mai, a câștigat etapa a șasea din Turul Italiei dintr-o evadare de trei cicliști.

## Rezultate în Marile Tururi

### Turul Italiei
1 participare
- 2024: câștigător al etapei a 6-a

### Turul Spaniei
2 participări
- 2021: locul 84
- 2023: locul 37